# Clément Tabur
 (juin 2025).
Motif : Création prématurée, notoriété non-démontrée
- Archive Wikiwix
- Bing
- Cairn
- DuckDuckGo
- E. Universalis
- Gallica
- Google
- G. Books
- G. News
- G. Scholar
- Persée
- Qwant
- (zh) Baidu
- (ru) Yandex
- (wd) trouver des œuvres sur Wikidata

| 1. | Préciser le motif de la pose du bandeau. | Précisez le motif de la pose du bandeau en utilisant la syntaxe suivante : {{admissibilité à vérifier\|date=juin 2025\|motif=remplacez ce texte par le motif}}                     |
| 2. | Informer les utilisateurs concernés.     | Pensez à avertir le créateur de l'article, par exemple, en insérant le code ci-dessous sur sa page de discussion : {{subst:avertissement admissibilité à vérifier\|Clément Tabur}} |

Clément Tabur, né le 24 janvier 2000 à Reims, est un joueur de tennis français, professionnel depuis 2018.

## Biographie
Tabur naît à Reims le 24 janvier 2000 mais grandit à Saint-Lambert-la-Potherie en Maine-et-Loire ; c’est dans ce village qu’il commence le tennis, à l’âge de 5 ans. Son entraîneur est Arthur Dreillard depuis septembre 2024.

### Carrière junior
En janvier 2018, alors en paire avec Hugo Gaston, il remporte l’Open d'Australie double garçon face aux Allemands Rudolf Molleker et Henri Squire (en),. Les deux Français participent en octobre de cette année-là aux tournoi double des Jeux olympiques de la jeunesse. Battus en demis-finale, ils parviennent à décrocher la médaille de bronze.

### Carrière professionnelle
En mai 2018, la paire française reçoit une wild card pour le double messieurs de Roland-Garros mais est éliminé dès le 1er tour. L’année suivante, Tabur et Gaston sont à nouveau éliminé lors de leur premier match du tournoi.
En  juillet 2023, Tabur rentre dans le top 300 mondial après trois victoires dans des tournois de l’ITF. En fin d’année, il comptabilise six victoires sur le circuit ITF, soit l’un des meilleurs bilans sur ce circuit.
En mars 2024, il remporte son premier challenger, en double sur terre battue, à l’occasion du tournoi de Kigali. En simple, il atteint la finale, sa deuxième en challenger.
En mai 2025, Tabur parvient à se qualifier pour la tableau principal de Roland-Garros après être passé par le tournoi de qualification,.

## Classements ATP en fin de saison
| Année          | 2017 | 2018 | 2019 | 2020 | 2021 | 2022 | 2023 | 2024 |
| Rang en simple | 1240 | 1140 | 638  | 654  | 506  | 321  | 235  | 377  |
| Rang en double | 1194 | 617  | 431  | 398  | 501  | 514  | 610  | 664  |

Source : (en) Classements de Clément Tabur sur le site officiel de la Fédération internationale de tennis